# Евън Рейчъл Уд
Eвън Рейчъл Уд (на английски: Evan Rachel Wood, фамилията се произнася по-близко до Ууд) е американска телевизионна, театрална и киноактриса и певица.  Започва кариерата си в края на 1990-те години, появявайки се в няколко телевизионни роли.

## Биография

### Произход и детство
Евън Рейчъл Уд е родена на 7 септември 1987 г. в град Роли, Северна Каролина, САЩ. Баща ѝ, Ира Дейвид Уд III, е прочут местен актьор, певец, театрален режисьор и драматург, който ръководи компания, наречена „Театър в парка“. Майка ѝ, Сара Лин Мур (родена на 6 март 1958), е актриса, режисьор и преподавател по актьорско майсторство. Братът на Уд, Ира Дейвид Уд IV, също е актьор. Тя има и друг брат на име Дана.
Уд и братята ѝ активно участвали в „Театър в парка“ като деца. Това включва и участието ѝ в известната музикално-комедийна адаптация от 1987 на баща ѝ по романа „A Christmas Carol“ („Коледна песен“), когато тя е едва на няколко месеца. По-късно тя играе Духа на миналите Коледи на театралната сцена, а след това влиза в ролята на Хелън Келър в пиеса по „The Miracle Worker“ („Чудодейката“), където играе заедно с майка си и бива режисирана от баща си.

### Кариера

#### Ранен период: 1994 – 2000
Уд започва кариерата си с участия в няколко филма за телевизионния екран още от 1994 г. Периодично се появява и в сериала „American Gothic“. След като родителите на Уд се разделят (1996) и впоследствие – развеждат, тя се премества с майка си в окръг Лос Анджелис, Калифорния. След един сезон в „Profiler“ („Профайлър“), Уд е избрана да играе Jessie Sammler в телевизионното шоу „Once and Again“.
Първата ѝ по-голяма роля е в нискобюджетния филм от 1998 г. „Digging to China“, в който участват Кевин Бейкън и Мери Стюарт Мастерсън. Филмът печели награда на журито за деца на Международния детски филмов фестивал в Чикаго. Уд описва ролята като трудна в началото, но „впоследствие карайки я да реши, че актьорството е нещото, от което не би се отказала никога“. Същата година тя играе и във фантастичния филм „Practical Magic“, режисиран от Грифин Дън и с участието на Сандра Бълок и Никол Кидман.

#### 2001 – 2005
Уд прави своя младежки дебют като актриса в главна роля в „Little Secrets“ (2002), режисиран от Блеър Тро, където тя играе амбициозната 14-годишна цигуларка Емили Линдстром. Заради тази роля е номинирана за „Най-добра млада главна актриса“ на наградите „Млад артист“. През същата година Уд играе поддържаща роля в режисирания от Андрю Никол филм „S1m0ne“, в който участва и Ал Пачино.
Ролята, с която тя пробива, е във филма „Thirteen“ от 2003 година. Там тя играе Трейси Луис Фрийлънд, една от двете тийнейджърки, които се „заплитат“ в наркотици, секс и дребни престъпления. Нейното изпълнение е номинирано за „Златен глобус“ (Най-добра драматична актриса) и за наградата на „Screen Authors Guild“ за най-добра актриса. Успоредно с пускането на „Thirteen“ на екран, Уд и останалите актриси от филма се появяват на корицата на „Vanity Fair“ през юли 2003. През същата година тя играе ролята на отвлечената дъщеря Лили Гилксън в уестърна на режисьора Рон Хауърд „The Missing“, където си партнира с Томи Лий Джоунс и Кейт Бланшет. Пак през 2003, Уд изпълнява ролята на Нора Ийстън в епизода „Got Murder?“ на сериала „От местопрестъплението“.
През 2005 г. тя участва в режисирания от Майк Байндър „The Upside of Anger“ наред с Кевин Костнър и Джоун Алън. В този добре приет филм Уд играе Лавендър „Попай“ Волфмайър, една от четирите сестри, която освен това се проявява и като разказвач.
Следващите две роли на Уд са в независими филми с по-разкрепостена тематика. През 2005 г. тя участва във „Pretty Persuasion“, номиниран за Голямата награда на журито в Сънданския филмов фестивал. Филмът представлява черна комедия, засягаща сексуалния тормоз и дискриминация в училищата, както и отношението към жените в медиите и обществото. В него Уд играе Кимбърли Джойс – подла, сексуално активна гимназистка.
Във филма „Down in the Valley“, режисиран от Дейвид Джейкъбсън, Уд играе Тоби. Тя се влюбва в по-възрастен мъж, каубой, който е скаран със съвременното общество (в ролята – Едуард Нортън). Уд разказва в свое интервю, че не избира роли със сексуален оттенък с цел да шокира публиката.
През 2005 г. актрисата участва във видеоклипа „At the Bottom of Everything“ на групата Bright Eyes, а също и в „Wake Me Up When September Ends“ на Green Day.

#### 2006 – 2011
През септември 2006 г. Уд получава наградата за изгряващ талант на списание „Premiere“. Пак през 2006 г. тя бива описана от вестник „Гардиън“ като „изключително зряла за възрастта си“ и „една от най-добрите актриси от своето поколение“.
По-късно през 2006 г. Уд играе Натали Финч в номинирания за „Златен глобус“ филм „Running with Scissors“ наред с цяла плеяда актьори. Този биографичен филм, създаден по мемоарите на Огъстин Бъроус, е режисиран от Райън Мърфи и с участието на Анет Бенинг. В него се описва детството на Огъстин Бъроус в едно нездраво семейство. За ролята си във филма Уд получава награда на Фестивала в Кан през 2007.
Уд участва в два филма, пуснати все през септември 2007 г. Единият е „King of California“, чиято премиера е била на Сънданския филмов фестивал. В него се разказва за джазмен, страдащ от раздвоение на личността (Майкъл Дъглас), и неговата изстрадала дъщеря Миранда (Евън Уд). Те се виждат отново след неговия двугодишен престой в психиатрична клиника, след което се впускат в шеметно търсене на испанско съкровище. Отзив за филма определя играта на Уд като „отлична“.
Другият филм, мюзикълът „Across the Universe“ („През Вселената“), е режисиран от Джули Теймур и впоследствие номиниран за награди „Златен глобус“ и „Оскар“. Сниман в Ливърпул, Ню Йорк и Виетнам, този филм описва премеждията на няколко души по време на бунтарската революция от 60-те години на 20 век. Като музикален фон са използвани песните на „Бийтълс“, а за тях Уд казва, че са важна част от нейния живот. Актрисата играе ролята на Луси, която се влюбва в Джуд (Джим Стърджис), но освен това участва в изпълнението на няколко от песните. Тя споделя, че това е любимата ѝ роля и нарича режисьора Джули Теймур „един от най-великите“. Според един критик „Уд внася нужната емоционална дълбочина“.
Уд озвучава гласа на извънземното с вироглав нрав Мала в „Battle for Terra“ (2008). Филмът представлява компютърно анимирана фантастика, в която мирна извънземна планета е заплашена да бъде колонизирана от последните представители на човешкия род. Лентата печели Голямата награда на Международния анимационен фестивал в Отава за 2008 г., а също и награда на Международния филмов фестивал в Сан Франциско.
През същата година Уд участва в режисирания от Вадим Перелман „The Life Before Her Eyes“ („Животът пред очите ѝ“) – по едноименния роман на Лаура Касишке. Филмът разказва за приятелството между две противоположни по характер момичета, замесени в училищна престрелка и изправени пред невъзможен избор. Уд играе младата Даяна, а в образа на възрастната влиза Ума Търман. Според един критик представянето на Уд било „несъмнено удивително“. Актрисата заявила, че този филм е последният, в който играе тийнейджърка.
Пак през 2008 г. Уд играе в режисирания от Дарън Аронофски филм „Кечистът“, спечелил „Златен лъв“ за „Най-добър филм“ на Филмовия фестивал във Венеция. Героят Ранди „Рам“ Робинсън (Мики Рурк) е кечист от 80-те години на 20 век, който е принуден да се пенсионира, след като получава сърдечен удар. Уд играе Стефани – дъщерята, която е изоставил.
Уд участва във филма на Уди Алън „Whatever Works“ (2009), показан за пръв път на Филмовия фестивал „Трайбека“. Там тя играе младата съпруга на Борис Йелников (Лари Дейвид). През май същата година Уд играе Жулиета в шест на брой спектакъла (с цел набиране на дарения) в „Театър в парка“. Представленията са режисирани от брат ѝ Ира Уд IV, който се изявил и като артист в тях.
Уд играе ролята на Софи-Ан Леклер в част от втория, третия и четвъртия сезон (2009 – 2011) на излъчвания по HBO сериал „True Blood“ („Истинска кръв“). Тя се появява и на Музикалните награди на MTV през септември 2010. Уд участва във филма „The Conspirator“, излъчен за пръв път през април 2011 г. във Ford’s Theatre, Вашингтон, окръг Колумбия. Филмът е режисиран от Робърт Редфорд и описва събитията около заговора за убийство на американския президент Ейбрахам Линкълн. Уд играе и в „Маската на властта“.
От 2016 г. играе Долорес Абърнати в сериала „Уестуърлд“.

### Личен живот
Уд е заявила, че е еврейка (майка ѝ е приела юдаизма, а баща ѝ е християнин). За кратко тя посещава основно училище „Кари“ в Кари, Северна Каролина. Тя бива обучавана в домашни условия и получава дипломата си за средно образование на 15 години. Уд има черен колан по таекуондо.
През 2007 г. връзката на Уд с Мерилин Менсън става публична. Те се срещнали на купон в хотел „Chateau Marmont“. Уд твърди, че е харесала Менсън заради често използваната от него черна очна линия. Тя описва връзката им като „нежна и дълбока“. Два портрета на Уд, нарисувани от Менсън, са изложени в притежаваната от него Celebritarian Corporation Gallery of Fine Art в Лос Анджелис, Калифорния. Уд вдъхновила Менсън да създаде песента „Heart-Shaped Glasses“, а впоследствие участва и в клипа по нея.
Има данни, че през януари 2010 г. двойката се е сгодила. На 17 август 2010 г. списание „People“ пише, че двамата са развалили годежа си по-рано през същия месец.
В интервю за „Esquire“ от април 2011 г. Уд заявява, че е бисексуална.

## Избрана филмография
| година | филм               | оригинално заглавие      | роля                 | режисьор        |
| ------ | ------------------ | ------------------------ | -------------------- | --------------- |
| 1998   | Приложна магия     | Practical Magic          | Кайли Оуенс          | Грифин Дън      |
| 2003   | Тринадесет         | Thirteen                 | Трейси Луиз Фрийланд | Катрин Хардуик  |
| 2007   | Мигове             | The Life Before Her Eyes | младата Даяна        | Вадим Перелман  |
| 2007   | През Вселената     | Across the Universe      | Луси                 | Джулия Теймор   |
| 2008   | Кечистът           | The Wrestler             | Стефани Рамзински    | Дарън Аронофски |
| 2008   | Каквото дойде      | Whatever Works           | Мелъди               | Уди Алън        |
| 2011   | Маската на властта | The Ides of March        | Моли Стърнс          | Джордж Клуни    |